# Galaroza
Galaroza ist eine spanische Gemeinde in der Provinz Huelva in Andalusien. Die Gemeinde ist bekannt für ihr Wasser und für kunsthandwerkliche Holzarbeiten.

## Geografische Lage
Galaroza liegt rund 60 km nördlich der Großstadt Huelva im Nationalpark Sierra de Aracena y Picos de Aroche. Die Beschaffenheit des Geländes führte dazu, dass sich Galaroza in Form eines Bogens nördlich um den Hügel Santa Brígida angeordnete.

## Verwaltungsgliederung
Galaroza gehört zur Mancomunidad Ribera de Huelva. Neben dem Hauptort gehören zur Gemeinde die Weiler Las Chinas und Navehermosa.

## Geschichte

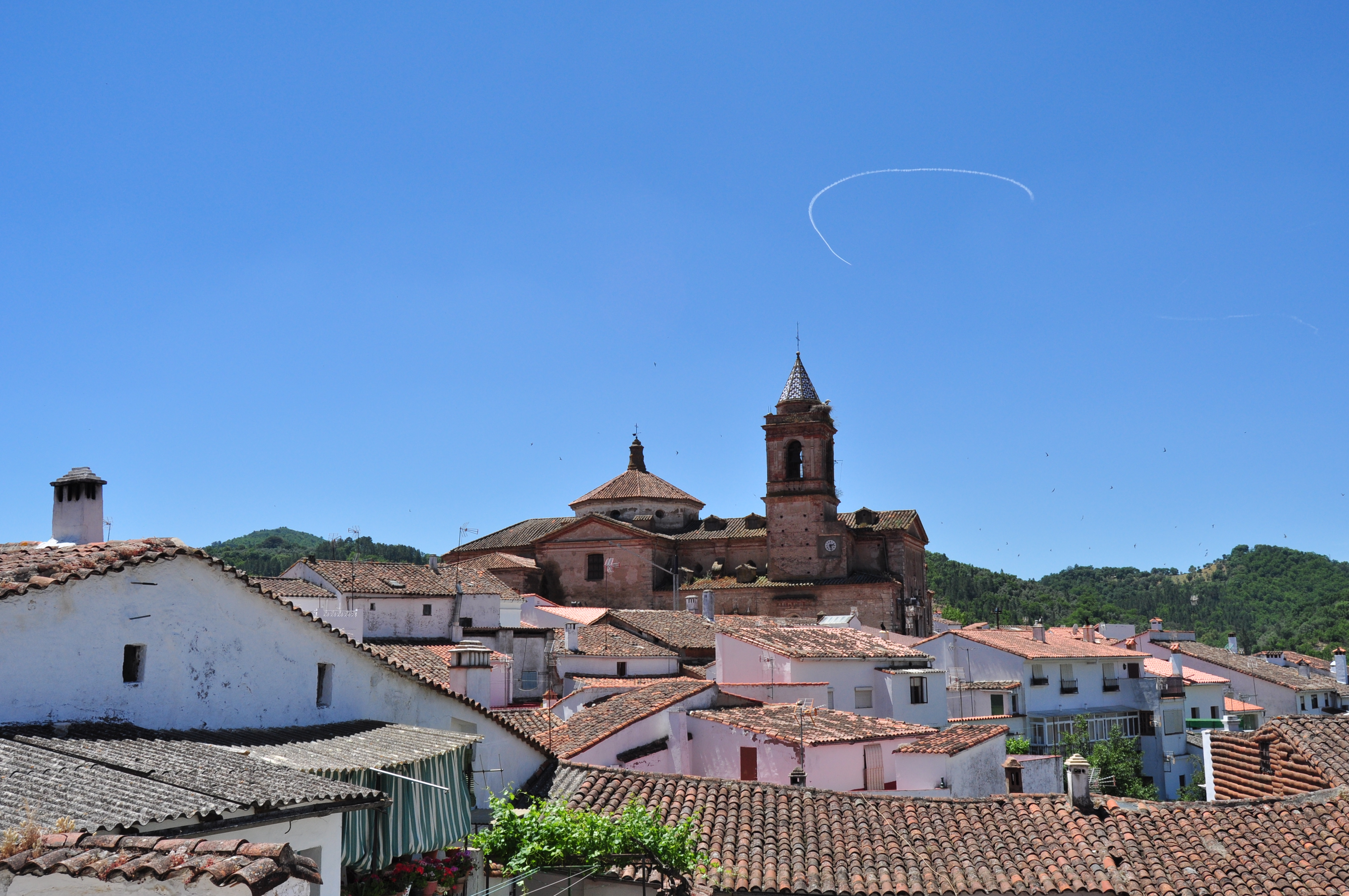
Galaroza

Es wurden keine Zeugnisse prähistorischer Besiedlung gefunden.
Der Ursprung der Gemeinde ist unklar. Es kann sich um eine arabische Gründung aus der Zeit von al-Andalus handeln. Der Name könnte aus dem arabischen Al-Jaroza kommen. Der Begriff hat unterschiedliche Deutungen: Tal der Rosen, Tal des Immergrün, Tal der Braut. Eine Legende handelt davon, dass ein Berberprinz namens Ysmail im Wald verloren gegangen sei, als er eine Frau suchte, die ihn verzaubert hatte.
Bis einschließlich des 12. Jahrhunderts gehörte die Gemeinde zum arabischen Herrschaftsbereich. Im 13. Jahrhundert gehörte sie zu Portugal, bis es 1267 mit dem Vertrag von Badajoz an das Königreich Kastilien fiel. Im Mittelalter gehörte sie zum Gerichtsbezirk von Aracena. 1553 wurde sie davon unabhängig. Damals umfasste sie neben den heutigen Ortsteilen noch die Dörfer Fuenteheridos, Las Vegas, Cortegrullo und Las Cañadas.
1594 gehörte Galaroza mit seinen Dörfern zum Königreich Sevilla in der Sierra de Arroche. Es hatte 290 steuerpflichtige Bürger.
Bei der Volkszählung von 1842 nannte es sich Galarosa.

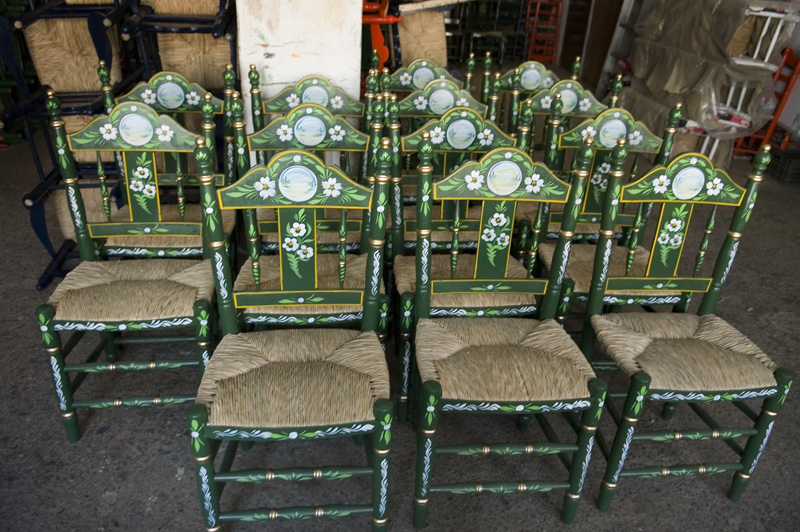
Herstellung von Korbstühlen in Galaroza

## Historische Bauwerke
- Pfarrkirche Purísima Concepción, 17. Jahrhundert.
- Kapelle San Sebastián, 18. Jahrhundert
- Kapelle Santa Brígida, 14. Jahrhundert
- Fuente de doce caños (Brunnen mit zwölf Röhren), 1898

## Bevölkerung
In den letzten Jahrzehnten schrumpfte die Bevölkerungszahl der Gemeinde, wie die folgende Zahlenreihe zeigt:
| Jahr      | 1842  | 1877  | 1887  | 1897  | 1900  | 1910  | 1920  | 1930  | 1940  | 1950  | 1960  | 1970  | 1980  | 1990  | 2000  | 2010  | 2020  |
| Einwohner | 1.824 | 2.375 | 2.410 | 2.647 | 2.683 | 2.861 | 2.851 | 2.792 | 2.748 | 2.586 | 2.642 | 2.224 | 1.844 | 1.603 | 1.618 | 1.565 | 1.373 |

| Siedlung    | Männlich | Weiblich | Gesamt |
| ----------- | -------- | -------- | ------ |
| Galaroza    | 1443     | 705      | 738    |
| Las Chinas  | 18       | 10       | 8      |
| Navahermosa | 42       | 25       | 17     |

## Persönlichkeiten
- José Joaquín Romero y Fernández de Landa (1735–1807), Erster Schiffsingenieur der Real Armada
- Tío José el Granaíno (vermutlich 1818–unbekannt), Torero und Flamenco-Sänger